# کریم کریموف (قهرمان ملی)
کریم کریموف (ترکی آذربایجانی: Kərim Məhəmməd oğlu Kərimov) ( ۲ ژوئیهٔ ۱۹۷۱–۵ مهٔ ۱۹۹۲) قهرمان ملی جمهوری آذربایجان است، که در جریان جنگ قره‌باغ کشته شد.

## اویل زندگی
کریم کریموف ۲ ژوئیه سال ۱۹۷۱، در روستای قره‌حسنلی جمهوری خودمختار نخجوان در آذربایجان شوروی چشم به دنیا گشود. به دنبال آنکه آموزش متوسطه خود را به سرانجام رساند، وارد «مدرسه عالی فرماندهی» در استان تیومن در شوروی سابق شد.
پس از شروع مناقشه قره‌باغ، او و چند تن از دانشجویان آذربایجانی که در آخرین پایه مدرسه یادشده مشغول به درس خواند بودند، بر آن شدند که برای دفاع از قره‌باغ به کشورشان برگردند. متعاقب گذراندند یک دوره آموزشی نظامی در بیله‌جری در ۱۵ آوریل عازم شهرستان گران‌بوی شدند.

## جنگ قره‌باغ
اول مه سال ۱۹۹۲ عملیات مین‌زدایی مناطق آلوده آغاز شد. کریم کریموف ۴۰ مین عمل نکرده که از سوی نظامیان ارمنی در طول خط مقدم جبهه جاسازی شده بودند، را خنثی ساخت. در طی این عملیات یکی از سربازان مجروح شد. کریم کریموف که گروه خونیاش «ای» بود به دلیل تطابق خونی‌اش با همان سرباز زخمی، به او خود داد.
در ۵ مه بود، که درگیری‌های بر سر تپه‌های منطقه مسکونی «تالیش» در قره‌باغ آغاز شد، که منجر به آزادسازی کلیه تپه‌ها توسط کریموف و هم‌رزمانش شد. اما نظامیان ارمنی ساعاتی بعد با استفاده از تجهیزات نظامی بسیار قوی حمله متقابل کردند، کریم کریموف در طی آن نبرد کشته شد. بعد از چند روز، در ۱۲ ژوئن جنازهاش شناسایی و از میدان جنگ برداشته و برای تدفین به نخجوان ارسال شد.

## خانواده
کریم کریموف مجرد بود.

## نشان
بر پایه فرمان شماره ۱۹۳ ریاست جمهوری آذربایجان مورخ ۱۱ سپتامبر سال ۱۹۹۲، پس از مرگش از کریم کریموف با اعطاء نشان قهرمان ملی این کشور تقدیر به عمل آمد.